# Marco Pinto Ferrer
Pour les articles homonymes, voir Pinto et Ferrer.
Pas d'image ? Cliquez ici

a Compétitions nationales et continentales officielles uniquement.

b Matchs officiels uniquement.
Dernière mise à jour le 16 mai 2023.
Marco Pinto Ferrer, né le 11 novembre 1987 à Barcelone, est un joueur international espagnol de rugby à XV qui évolue au poste de talonneur.

## Biographie

### Jeunesse et formation
Marco Pinto Ferrer évolue en Espagne au sein de l'UE Santboiana avant d'arriver en France, après avoir disputé la Coupe du monde des moins de 19 ans en Afrique du Sud, et de rejoindre le centre de formation du Biarritz olympique,. Par la suite, il rejoint le centre de formation de l'ASM Clermont Auvergne avec qui il est vice-champion de France espoirs en 2009 puis champion en 2010,.

### Carrière professionnelle
Marco Pinto Ferrer fait ses débuts professionnels avec l'ASM Clermont en 2010 contre l'Aviron bayonnais en Top 14. C'est son seul match joué avec ce club, il rejoint ensuite l'US Oyonnax pendant deux saisons.
À partir de la saison 2012-2013, il rejoint le club de l'AS Béziers évoluant en Pro D2.
En avril 2018, il prolonge son contrat jusqu'en 2021 avec Béziers.
Marco Pinto Ferrer annonce prendre sa retraite du rugby professionnel à la fin de la saison 2022-2023 après plus de dix années et deux-cent matchs joués avec l'AS Béziers.

### Carrière internationale
Marco Pinto Ferrer est international espagnol depuis 2008 lorsqu'il affronte la Russie dans le cadre du Championnat européen des nations 2008-2010.
Son plus grand regret est de ne pas voir pu participer à la Coupe du monde 2019 au Japon à la suite de la disqualification de sa sélection lors des qualifications pour la Coupe du monde de rugby 2019,. Quelques années plus tard, l'Espagne parvient initialement à se qualifier pour la Coupe du monde 2023 en France mais ces derniers sont une nouvelle fois disqualifiés de la compétition, mettant fin au rêve de Marco Pinto Ferrer de disputer une Coupe du monde, celui-ci demandant la démission des membres de la Fédération Espagnole.

## Palmarès
- Vice-champion de France Espoirs 2009 avec l'ASM Clermont Auvergne[14].